# Stelis longirepens
Stelis longirepens är en orkidéart som beskrevs av Germán Carnevali och José Luis Tapia. Stelis longirepens ingår i släktet Stelis och familjen orkidéer. Inga underarter finns listade i Catalogue of Life.